# De Su (album)
De Su è l'album di debutto eponimo del girl group polacco De Su, pubblicato nel 1996 su etichetta discografica Zic Zac Music Company.

## Tracce
1. Życie cudem jest – 2:51
2. Czemu śpisz – 3:08
3. Era wodnika – 2:54
4. On the Verge of Darkness – 2:57
5. Szukam winy w nas – 3:02
6. Wiem zasadę znam – 3:52
7. Kruchego świata echem – 3:32
8. Cień zielony – 3:29
9. Kant – 3:27
10. Daj mu wolność – 3:52
11. Anioł przy naszym stole – 3:51
12. Kruchego świata echem (Remix) – 3:53
13. Życie cudem jest (Remix) – 2:42